# 728-й истребительный авиационный полк
728-й истребительный авиационный полк — воинское подразделение Вооружённых Сил СССР в Великой Отечественной войне.

## История
Сформирован в г. Чимкент Казахской ССР (Среднеазиатский военный округ), из лётчиков-инструкторов находившейся в эвакуации Чугуевской военной авиационной школы пилотов (ЧВАШП), в ноябре-декабре 1941 года. На вооружении при формировании имел 20 отремонтированных в авиационных ремонтных мастерских ЧВАШП (ныне — Чугуевский авиационный ремонтный завод) самолётов И-16.
В составе действующей армии с 16 января 1942 по 14 марта 1943 и с 10 июля 1943 по 11 мая 1945 года.
В январе 1942 поступил в состав 8-й, в конце января 1942 переведён в 7-ю смешанную авиационную дивизию. Действовал на северо-западном направлении: Демянск, Холм, Молвотицы.
Летом-осенью 1942 года базируется на аэродроме в Калининской области вблизи города Старица, действует над Ржевом, Оленино, Холмом, Торжком, Лихославлем. С 9 декабря 1942 года по 12 января 1943 года проводит войсковые испытания экспериментального самолёта Поликарпова И-185. Зимой 1942 года полк перебазировался под Торопец, действует в районах Андреаполь — Торопец — Великие Луки.
9 марта 1943 года полк, базируясь на аэродроме Коробово, сдал свои И-16 одним из последним действующих авиаполков в ВВС РККА и отправлен на переформирование в Чкаловскую, где получил самолёты Як-7Б. 2 июня 1943 года полк, в составе 32 самолётов, перелетел в Бутурлиновку Воронежской области, продолжал обучение. Приступил к боевым действиям 10 июля 1943 года в разгар Курской битвы. Действовал с аэродрома под Солнцево, близ железной дороги Курск — Белгород. До 14 июля 1943 прикрывает войска второго эшелона: Степного военного округа.
В июле 1943 года действует в частности в районе Прохоровка, Богородицкое, Белинхино, Шахово. В конце июля 1943 года перелетел на аэродром в районе села Долгие Буды, неподалёку от Обояни С 3 августа 1943 года действует в ходе Белгородско-Харьковской операции, в основном прикрывая штурмовики. Действует в частности в районе Томаровка, Богодухов, Валки, Ахтырка, Чугуев. В ходе наступления на границе с Украиной, 9 сентября 1943 года прикрывает штурмовики в районе Красная Знаменка сменил 4 аэродрома, расположился близ села Большая Писаревка, и оттуда летает до середины сентября 1943 года. Перелетел на аэродром близ города Лебедин, затем под Прилуки, расчищает небо над Киевом.
В начале октября 1943 года перелетел ближе к Киеву, базировался приблизительно в 40 километрах северо-восточнее Киева, прикрывает переправы на Лютежский плацдарм и войска на плацдарме, действует в районах Демидово, Вышгорода, расчищает небо над Киевом. С октября-ноября 1943 года полк воюет на Як-9. С начала ноября прикрывает советские войска в ходе наступления на Киев, после его освобождения перелетает на аэродром в Киеве (Жуляны).
К началу декабря 1943 года в полку осталось всего 8 машин и в конце декабря 1943 года полк переформируется во фронтовой полосе. Приступил к активным боевым действиям вновь в начале февраля 1944 года, в том числе и из-за нелётной погоды. В феврале 1944 года действует в частности, над Винницей, в марте 1944 года над Станиславом, Тернополем в апреле 1944 года над Тлумачем.
В январе 1945 года действует в районе Дембицы, в марте 1945 действует в районе Бунцлау. 5 мая 1945 года прикрывает вылет Пе-2 на Бреслау.
Закончил войну над Прагой
В полку был именной самолёт Як-9Д «А. И. Выборнову от Каширских школьников»
Всего лётчики полка за время войны сбили 504 самолёта (10 результат среди истребительных полков ВВС, за время ВОВ (не учитывая сбитые самолёты в Корее, где полк не участвовал) — 8 результат, и 2 среди негвардейских полков).

## Полное наименование
- 728-й истребительный авиационный Шумско-Кременецкий Краснознамённый полк

## Подчинение
| Дата            | Фронт (округ)                 | Армия               | Корпус                                | Дивизия                                  | Примечания                                                        |
| --------------- | ----------------------------- | ------------------- | ------------------------------------- | ---------------------------------------- | ----------------------------------------------------------------- |
| 01.12.1941 года | Среднеазиатский военный округ | -                   | -                                     | -                                        | -                                                                 |
| 01.01.1942 года | Резерв Ставки ВГК             | -                   | -                                     | -                                        | с середины января 1942 года ведёт боевые действия в составе 8 сад |
| 01.02.1942 года | Калининский фронт             | 3-я ударная армия   | -                                     | 7-я смешанная авиационная дивизия        | -                                                                 |
| 01.03.1942 года | Калининский фронт             | -                   | -                                     | -                                        | -                                                                 |
| 01.04.1942 года | Калининский фронт             | 3-я ударная армия   | -                                     | -                                        | -                                                                 |
| 01.05.1942 года | Калининский фронт             | 3-я ударная армия   | -                                     | -                                        | -                                                                 |
| 01.06.1942 года | Калининский фронт             | 3-я воздушная армия | -                                     | 212-я смешанная авиационная дивизия      | -                                                                 |
| 01.07.1942 года | Калининский фронт             | 3-я воздушная армия | -                                     | 256-я истребительная авиационная дивизия | -                                                                 |
| 01.08.1942 года | Калининский фронт             | 3-я воздушная армия | -                                     | 256-я истребительная авиационная дивизия | -                                                                 |
| 01.09.1942 года | Калининский фронт             | 3-я воздушная армия | -                                     | 256-я истребительная авиационная дивизия | -                                                                 |
| 01.10.1942 года | Калининский фронт             | 3-я воздушная армия | -                                     | 256-я истребительная авиационная дивизия | -                                                                 |
| 01.11.1942 года | Калининский фронт             | 3-я воздушная армия | -                                     | 256-я истребительная авиационная дивизия | -                                                                 |
| 01.12.1942 года | Калининский фронт             | 3-я воздушная армия | 2-й истребительный авиационный корпус | 256-я истребительная авиационная дивизия | -                                                                 |
| 01.01.1943 года | Калининский фронт             | 3-я воздушная армия | -                                     | 256-я истребительная авиационная дивизия | -                                                                 |
| 01.02.1943 года | Калининский фронт             | 3-я воздушная армия | -                                     | 256-я истребительная авиационная дивизия | -                                                                 |
| 01.03.1943 года | Калининский фронт             | 3-я воздушная армия | -                                     | 256-я истребительная авиационная дивизия | -                                                                 |
| 01.04.1943 года | Резерв Ставки ВГК             | -                   | 8-й смешанный авиационный корпус      | 256-я истребительная авиационная дивизия | -                                                                 |
| 01.05.1943 года | Резерв Ставки ВГК             | -                   | 8-й смешанный авиационный корпус      | 256-я истребительная авиационная дивизия | -                                                                 |
| 01.06.1943 года | Резерв Ставки ВГК             | -                   | 8-й смешанный авиационный корпус      | 256-я истребительная авиационная дивизия | -                                                                 |
| 01.07.1943 года | Степной военный округ         | 5-я воздушная армия | 8-й смешанный авиационный корпус      | 256-я истребительная авиационная дивизия | -                                                                 |
| 01.08.1943 года | Воронежский фронт             | 2-я воздушная армия | 5-й истребительный авиационный корпус | 256-я истребительная авиационная дивизия | -                                                                 |
| 01.09.1943 года | Воронежский фронт             | 2-я воздушная армия | 5-й истребительный авиационный корпус | 256-я истребительная авиационная дивизия | -                                                                 |
| 01.10.1943 года | Воронежский фронт             | 2-я воздушная армия | 5-й истребительный авиационный корпус | 256-я истребительная авиационная дивизия | -                                                                 |
| 01.11.1943 года | 1-й Украинский фронт          | 2-я воздушная армия | 5-й истребительный авиационный корпус | 256-я истребительная авиационная дивизия | -                                                                 |
| 01.12.1943 года | 1-й Украинский фронт          | 2-я воздушная армия | 5-й истребительный авиационный корпус | 256-я истребительная авиационная дивизия | -                                                                 |
| 01.01.1944 года | 1-й Украинский фронт          | 2-я воздушная армия | 5-й истребительный авиационный корпус | 256-я истребительная авиационная дивизия | -                                                                 |
| 01.02.1944 года | 1-й Украинский фронт          | 2-я воздушная армия | 5-й истребительный авиационный корпус | 256-я истребительная авиационная дивизия | -                                                                 |
| 01.03.1944 года | 1-й Украинский фронт          | 2-я воздушная армия | 5-й истребительный авиационный корпус | 256-я истребительная авиационная дивизия | -                                                                 |
| 01.04.1944 года | 1-й Украинский фронт          | 2-я воздушная армия | 5-й истребительный авиационный корпус | 256-я истребительная авиационная дивизия | -                                                                 |
| 01.05.1944 года | 1-й Украинский фронт          | 2-я воздушная армия | 5-й истребительный авиационный корпус | 256-я истребительная авиационная дивизия | -                                                                 |
| 01.06.1944 года | 1-й Украинский фронт          | 2-я воздушная армия | 5-й истребительный авиационный корпус | 256-я истребительная авиационная дивизия | -                                                                 |
| 01.07.1944 года | 1-й Украинский фронт          | 2-я воздушная армия | 5-й истребительный авиационный корпус | 256-я истребительная авиационная дивизия | -                                                                 |
| 01.08.1944 года | 1-й Украинский фронт          | 2-я воздушная армия | 5-й истребительный авиационный корпус | 256-я истребительная авиационная дивизия | -                                                                 |
| 01.09.1944 года | 1-й Украинский фронт          | 2-я воздушная армия | 5-й истребительный авиационный корпус | 256-я истребительная авиационная дивизия | -                                                                 |
| 01.10.1944 года | 1-й Украинский фронт          | 2-я воздушная армия | 5-й истребительный авиационный корпус | 256-я истребительная авиационная дивизия | -                                                                 |
| 01.11.1944 года | 1-й Украинский фронт          | 2-я воздушная армия | 5-й истребительный авиационный корпус | 256-я истребительная авиационная дивизия | -                                                                 |
| 01.12.1944 года | 1-й Украинский фронт          | 2-я воздушная армия | 3-й штурмовой авиационный корпус      | 181-я истребительная авиационная дивизия | -                                                                 |
| 01.01.1945 года | 1-й Украинский фронт          | 2-я воздушная армия | 3-й штурмовой авиационный корпус      | 181-я истребительная авиационная дивизия | -                                                                 |
| 01.02.1945 года | 1-й Украинский фронт          | 2-я воздушная армия | 3-й штурмовой авиационный корпус      | 181-я истребительная авиационная дивизия | -                                                                 |
| 01.03.1945 года | 1-й Украинский фронт          | 2-я воздушная армия | 3-й штурмовой авиационный корпус      | 181-я истребительная авиационная дивизия | -                                                                 |
| 01.04.1945 года | 1-й Украинский фронт          | 2-я воздушная армия | 3-й штурмовой авиационный корпус      | 181-я истребительная авиационная дивизия | -                                                                 |
| 01.05.1945 года | 1-й Украинский фронт          | 2-я воздушная армия | 3-й штурмовой авиационный корпус      | 181-я истребительная авиационная дивизия | -                                                                 |

## Командиры
- майор, Осмаков Иван Фёдорович 07.1941 — 12.1942
- майор, подполковник Владимир Степанович Василяка, 03.1943 — 05.1945 (погиб 05.05.1945, сбит ЗА над Бреслау)
- гвардии подполковник, Максим Семёнович Хвостиков[1]

## Награды и наименования
| Награда                | Дата       | За что получена |
| ---------------------- | ---------- | --- |
| Шумский                | 26.02.1944 | за отличие в боях за освобождению города Шумское |
| Кременецкий            | 19.03.1944 | за отличия в боях в ходе Проскуровско-Черновицкой операции и освобождение города Кременец                                                                   |
| Орден Красного Знамени | 19.02.1945 | за образцовое выполнение боевых заданий командования в боях с немецкими захватчиками за овладение городом Краков и проявленные при этом доблесть и мужество |

## Отличившиеся воины полка
| Награда | Ф. И. О.                       | Должность           | Звание            | Дата награждения      | Данные о вылетах | Примечания       |
| ------- | ------------------------------ | ------------------- | ----------------- | --------------------- | --- | ---------------- |
|         | Вахлаев, Александр Алексеевич  | командир эскадрильи | капитан           | 01.07.1944            | всего за войну 140 боевых вылетов, 33 воздушных боя, лично 15 сбитых самолётов                                              | -                |
|         | Ворожейкин, Арсений Васильевич | командир эскадрильи | капитан           | 04.02.1944 19.08.1944 | всего за войну 400 боевых вылетов, лично 52 сбитых и в группе 14 самолётов                                                  | -                |
|         | Выборнов, Александр Иванович   | командир эскадрильи | старший лейтенант | 27.06.1945            | всего за войну 190 боевых вылетов, 42 воздушных боёв, лично 28 сбитых самолётов                                             | -                |
|         | Игнатьев, Николай Петрович     | штурман полка       | капитан           | 13.04.1943            | всего за войну 412 боевых вылетов, 128 воздушных боёв, лично 26 сбитых и в группе 13 самолётов                              | -                |
|         | Кустов, Игорь Ефремович        | лётчик              | старший сержант   | 30.01.1943            | к моменту представления 71 боевой вылет, лично 7 сбитых и в группе 12 самолётов, совершил таран в марте 1942 над Кувшиновым | погиб 22.12.1943 |
|         | Лазарев, Сергей Иванович       | командир звена      | лейтенант         | 26.10.1944            | всего за войну 250 боевых вылетов, лично 22 сбитых и в группе 3 самолётов                                                   | погиб 01.05.1945 |
|         | Новиков, Александр Евдокимович | лётчик              | старшина          | 26.10.1944            | к моменту представления 93 боевых вылета, лично и в группе 15 сбитых самолётов                                              | посмертно        |
| -       | Радигер, Лев Сергеевич         | лётчик              | -                 | -                     | совершил 23.08.1943 таран в районе села Большая Писаревка Сумской области, погиб                                            |                  |
|         | Сачков, Михаил Иванович        | командир эскадрильи | капитан           | 26.10.1944            | всего за войну 309 боевых вылета, лично 25 сбитых и в группе 1 сбитый самолёт                                               |                  |